# Leonid Doroschenko
Leonid Doroschenko (ukrainisch Леонід Дорошенко; hebräisch ליאוניד דורושנקו; * 13. Juli 1964 in Tel Aviv-Jaffa) ist ein ehemaliger ukrainisch-israelischer Handballspieler.

## Karriere

### Verein
Der zwei Meter große Torwart spielte in der Sowjetunion für den ukrainischen Armeeklub SKA Kiew, mit dem er 1983, 1984 und 1989 den zweiten Platz in der sowjetischen Meisterschaft erreichte. 1991 wechselte er nach Israel zum damaligen Rekordmeister Hapoel Rechovot. Nachdem die Gehälter ausgeblieben waren, ging er 1993 zu Maccabi Rischon LeZion. Nach zwei Jahren wechselte er zu ASA Tel Aviv. Mit dem Hauptstadtklub gewann er 2002 die Meisterschaft sowie 2002, 2005, 2008, 2009 und 2010 den Pokal. Erst mit fast 49 Jahren beendete er 2013 seine Spielerlaufbahn.

### Nationalmannschaft
Mit der sowjetischen Nationalmannschaft gewann Doroschenko den Ostseepokal 1987. Ein Jahr später wurde er neben Andrei Lawrow und Igor Tschumak als dritter Torhüter für das sowjetische Aufgebot der Olympischen Spiele 1988 in Seoul nominiert. Während des Turniers kam es zu „politischen Problemen“ und Doroschenko kehrte ohne Einsatz und ohne Goldmedaille zurück. Offiziell erhielt er als Olympiasieger eine Urkunde.
Mit der israelischen Nationalmannschaft nahm der Torwart an der Europameisterschaft 2002 teil. Dort traf er im Vorrundenspiel unter anderem auf die russische Mannschaft mit Lawrow im Tor. Nach drei Niederlagen schied Israel aus. Sein letztes Länderspiel nach 18 Jahren bestritt er am 21. Juni 2009 gegen Deutschland.